# Barythaerus
Barythaerus is een geslacht van tweekleppigen uit de  familie van de Thraciidae.

## Soorten
- Barythaerus biconvexus (Powell, 1927)
- Barythaerus cuneatus (Powell, 1937)